# Острянское сельское поселение
Острянское сельское поселение — муниципальное образование в Нижнедевицком районе Воронежской области.
Административный центр — село Острянка.

## Административное деление
Территория сельского поселения включает в себя:
- село Острянка (нас. ок. 2 тыс. чел.)
- хутор Дмитриевский (нас. ок. 3 тыс. чел.)
- хутор Фролов (нас. менее 10 чел.)